# Kanton Ambazac
Kanton Ambazac (francouzsky Canton d'Ambazac) je francouzský kanton v departementu Haute-Vienne v regionu Limousin. Tvoří ho sedm obcí.

## Obce kantonu
- Ambazac
- Bonnac-la-Côte
- Les Billanges
- Rilhac-Rancon
- Saint-Laurent-les-Églises
- Saint-Priest-Taurion
- Saint-Sylvestre